# St. Nikolaus (Deisenhofen)

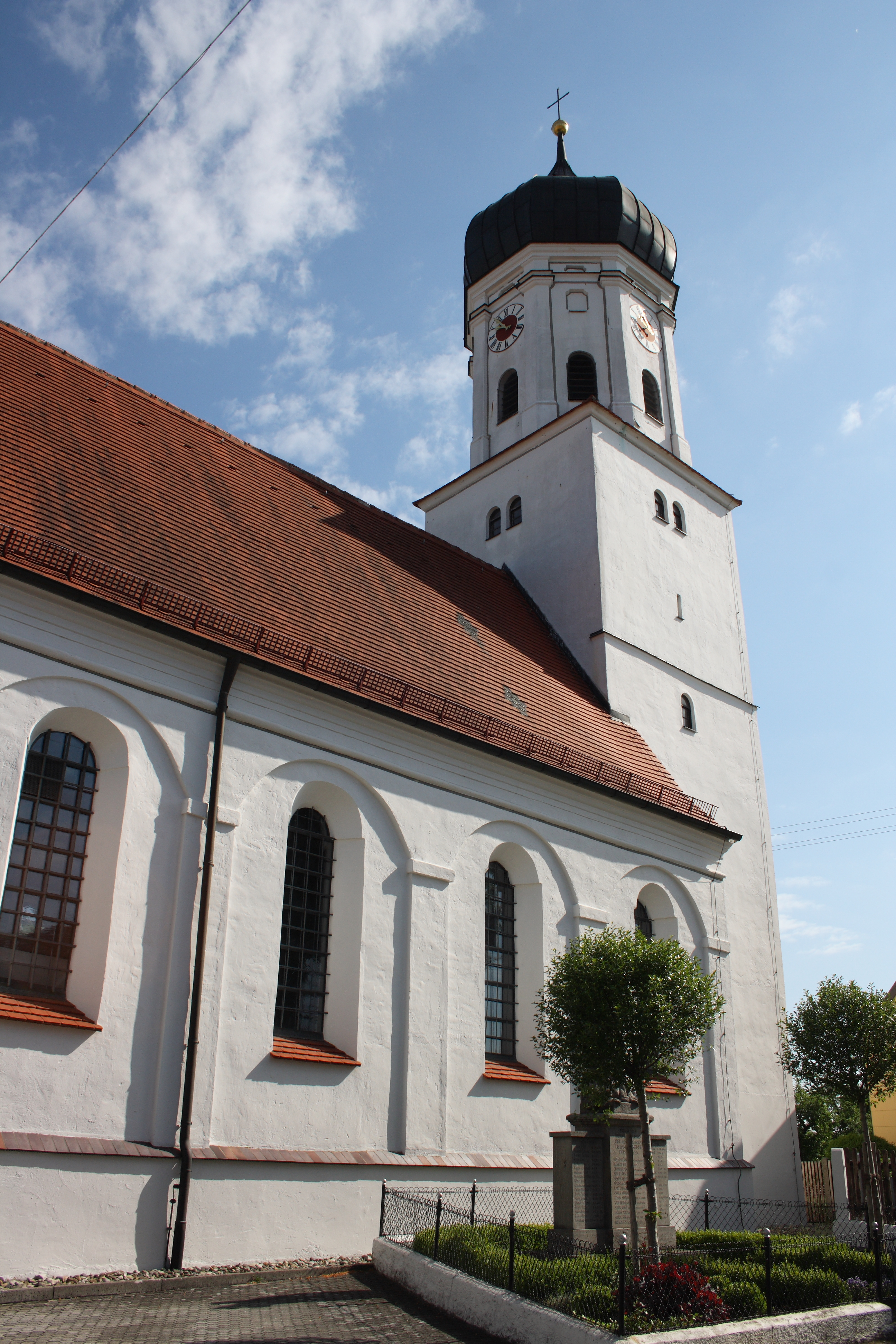
Pfarrkirche St. Nikolaus in Deisenhofen

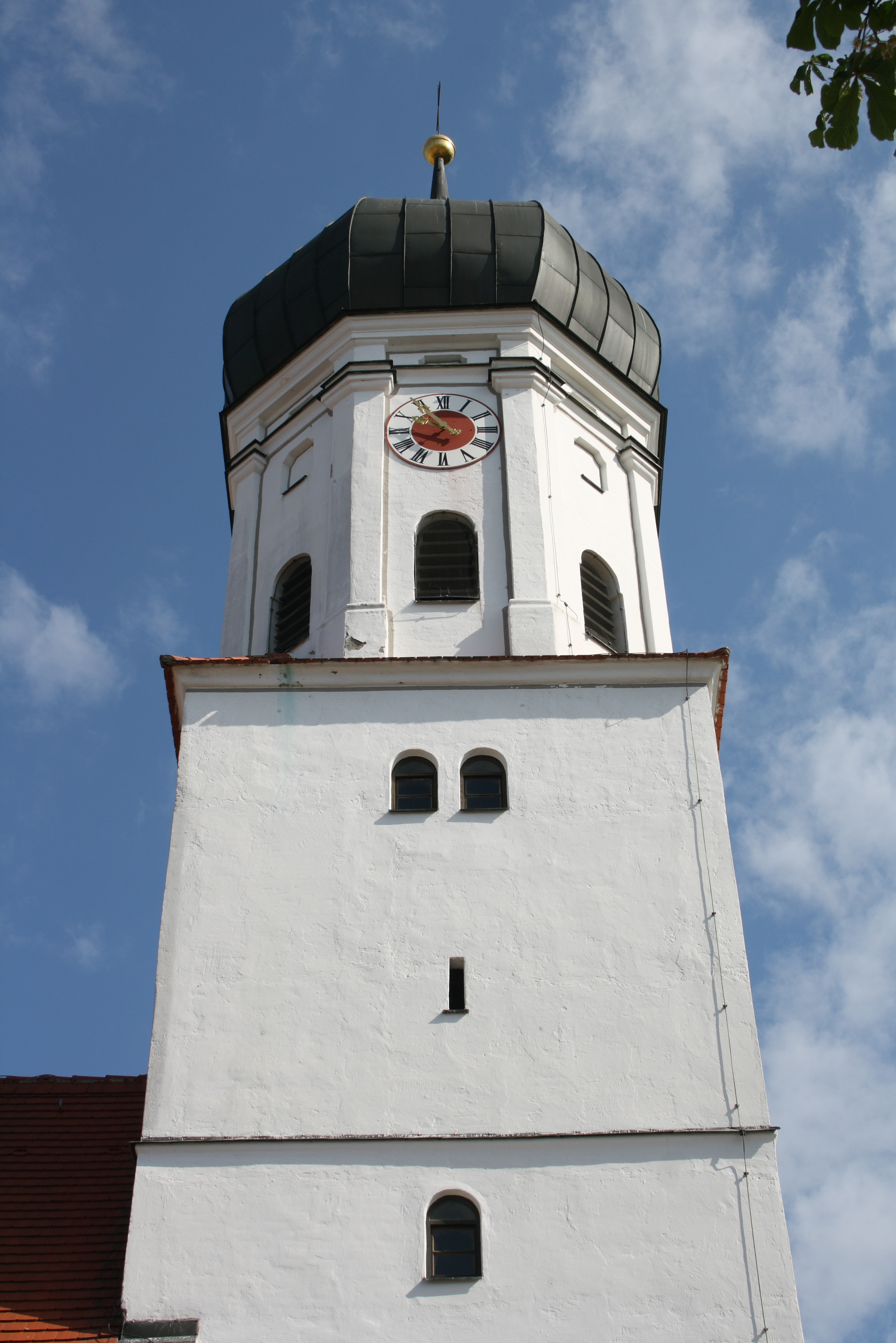
Glockenturm

Die katholische Pfarrkirche St. Nikolaus in Deisenhofen, einem Stadtteil von Höchstädt im Landkreis Dillingen an der Donau im bayerischen Regierungsbezirk Schwaben, wurde Ende des 17. Jahrhunderts an der Stelle eines Vorgängerbaus aus dem 15. Jahrhundert errichtet. In der Mitte des 18. Jahrhunderts wurde die Innenausstattung im Stil des Rokoko erneuert. Die dem heiligen Nikolaus von Myra geweihte Kirche besitzt Fresken von Johann Anwander.

## Geschichte

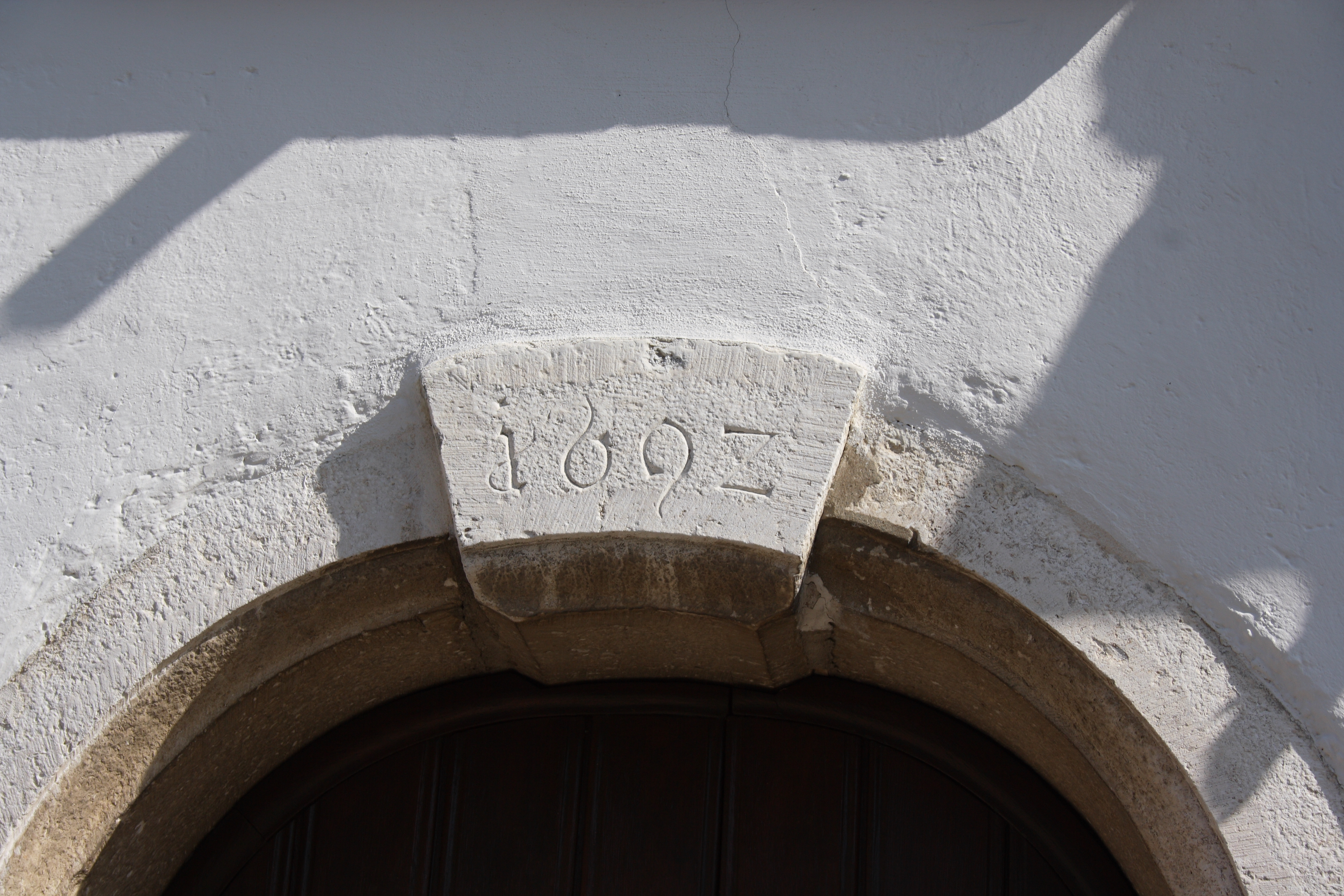
Jahreszahl 1692 am Südportal

Deisenhofen unterstand zunächst der Pfarrei der Muttersiedlung Mörslingen. In einer Urkunde aus dem Jahr 1338 wird eine Kapelle in Deisenhofen erwähnt. Im 15. Jahrhundert entstand der erste Kirchenbau, von dem noch das quadratische Untergeschoss des Turmes erhalten ist. Das heutige Langhaus wurde 1692 errichtet, um 1700 wurden die Altäre eingebaut. 1710 erhöhte man den Turm mit einem Oktogon und deckte ihn mit einer Zwiebelhaube. 1760 erhielt die Kirche eine neue Ausstattung im Stil des Rokoko und wurde mit Fresken und Stuckdekor ausgeschmückt. 1858 verlängerte man das Langhaus um vier Meter nach Westen. 1867 wurde Deisenhofen eine eigene Pfarrei. Der Anbau der Sakristei erfolgte 1873/75. 1980/81 wurde die Kirche außen und 1986/87 innen renoviert. Im Jahr 2017 fand eine weitere Renovierung statt.

## Architektur

### Außenbau
Die Außenwände gliedern durch Lisenen und Stichbögen begrenzte Blendfelder, in die große Rundbogenfenster eingeschnitten sind. Unter dem Dachansatz verläuft ein profiliertes Traufgesims.
Der quadratische, fünfgeschossige Unterbau des Turmes ist von schmalen Schlitzen und oben von rundbogigen Zwillingsfenstern durchbrochen. Der mit einem Zwiebelhelm gedeckte, zweigeschossige oktogonale Aufbau ist mit Eckpilastern verstärkt und im unteren Teil von rundbogigen Klangarkaden durchbrochen. Im obersten Stockwerk wechseln Blendfelder mit Uhrzifferblättern.
Über dem Südportal der Kirche ist die Jahreszahl 1692 eingemeißelt. Sie erinnert an den Baubeginn des heutigen Langhauses.

### Innenraum

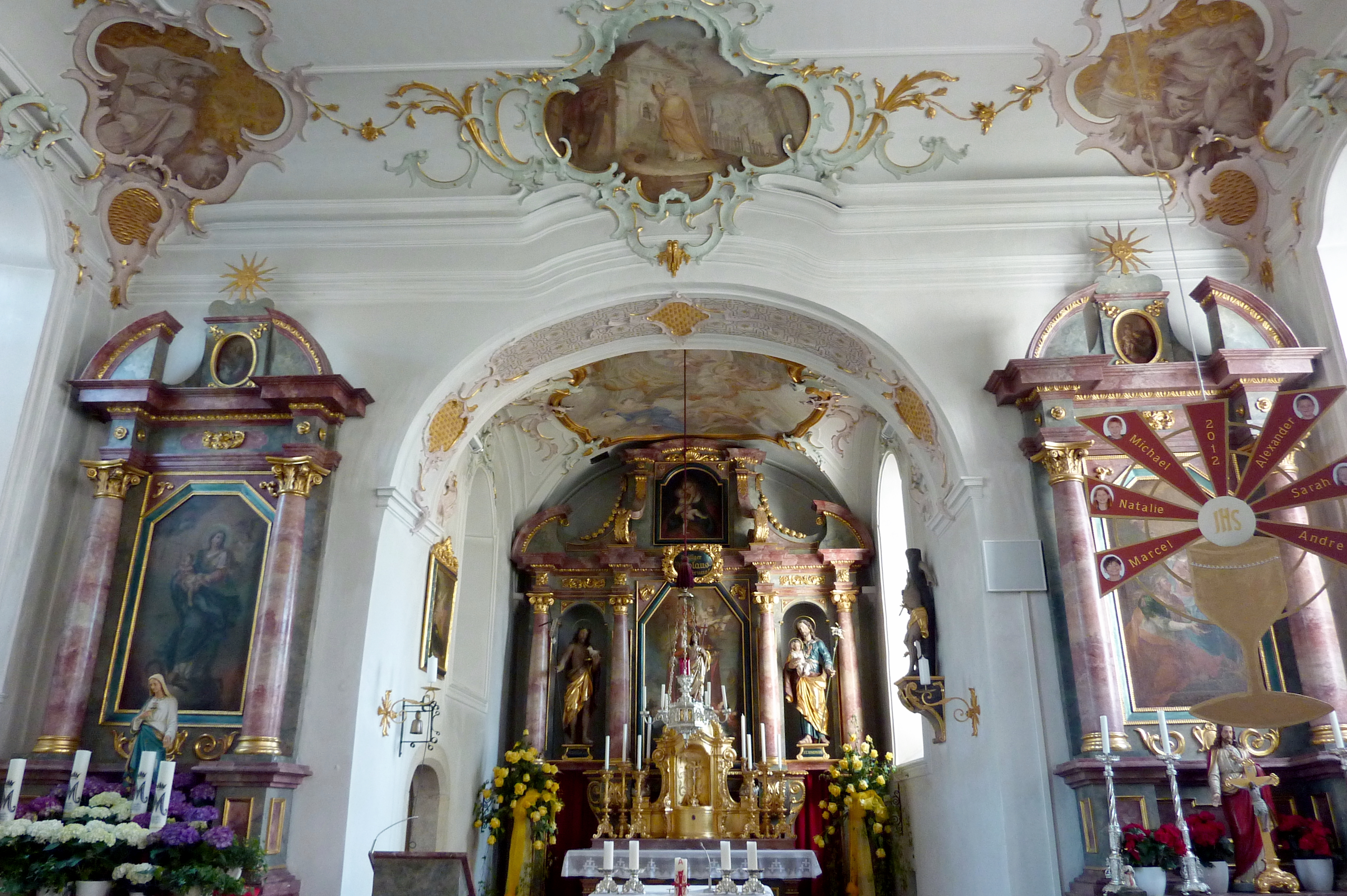
Seitenaltäre und Chor

Das Langhaus der einschiffigen Chorturmkirche ist in fünf Achsen unterteilt und wird von einer Flachdecke über einer Kehle gedeckt. Im Osten öffnet sich ein korbbogiger Chorbogen zu dem eingezogenen, quadratischen Chor mit Kreuzgratgewölbe. Den westlichen Abschluss bildet eine auf zwei Säulen aufliegende Empore, auf der die Orgel untergebracht ist.

## Stuck
Decken und Wände sind von reichem Stuckdekor überzogen. Elegantes Muschelwerk dient als Umrahmung der Fresken und schmückt den Chorbogen, die Bögen über den Fenstern und die Emporenbrüstung.

## Decken- und Wandmalerei

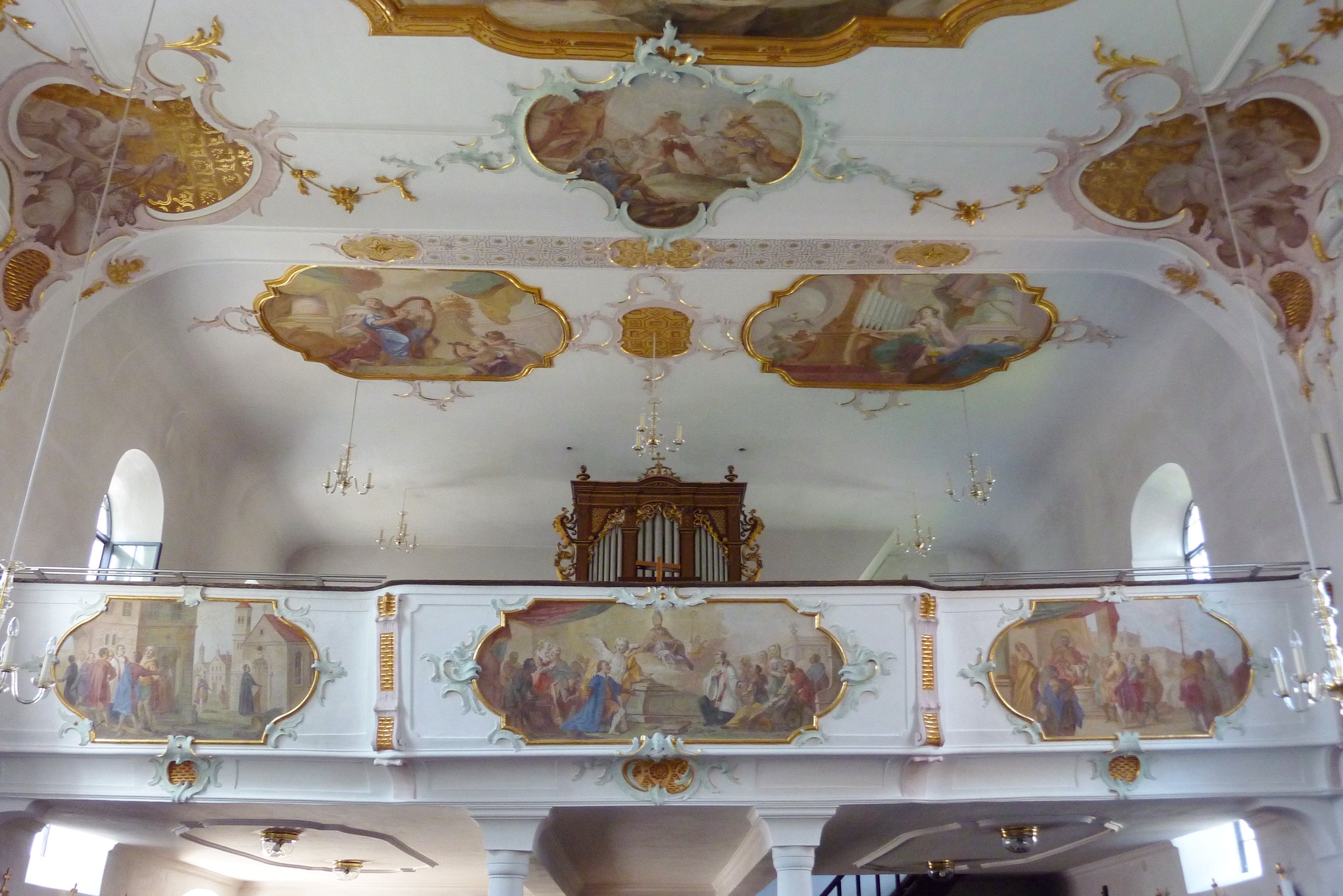
Empore

Die Fresken des Langhauses und der Emporenbrüstung wurden 1760 von dem in Lauingen ansässigen Johann Anwander (1715–1770) ausgeführt. Das große Langhausfresko stellt die Verklärung des heiligen Nikolaus, des Schutzpatrons der Kirche, dar. An den Rändern symbolisieren griechische Gottheiten die vier Elemente. Das Fresko ist bezeichnet: „Joh. Anwander inv. & pinx. 1760“ (Johann Anwander entwarf und malte es). Die Fresken in den Kehlen haben Szenen aus dem Leben des heiligen Nikolaus zum Thema wie seine Hilfe für in Seenot geratene Seeleute oder die Rettung der unschuldig zum Tode Verurteilten. Die Grisaillen in den Ecken enthalten allegorische Darstellungen der Tugenden.
Die Deckenfresken über der Empore stellen König David, Harfe spielend, und die heilige Cäcilia von Rom an der Orgel dar. Die Fresken an der Emporenbrüstung erzählen Episoden aus dem Leben des heiligen Nikolaus. Links betritt Nikolaus eine Kirche und wird danach zum Bischof gewählt, rechts ermutigt er der Majestätsbeleidigung angeklagte römische Offiziere. In der Mitte wird die Verehrung des Schutzpatrons durch die Gläubigen dargestellt.
Das Chorfresko mit der Darstellung der von Engeln gehaltenen Monstranz wird einem nicht bekannten Maler zugeschrieben.

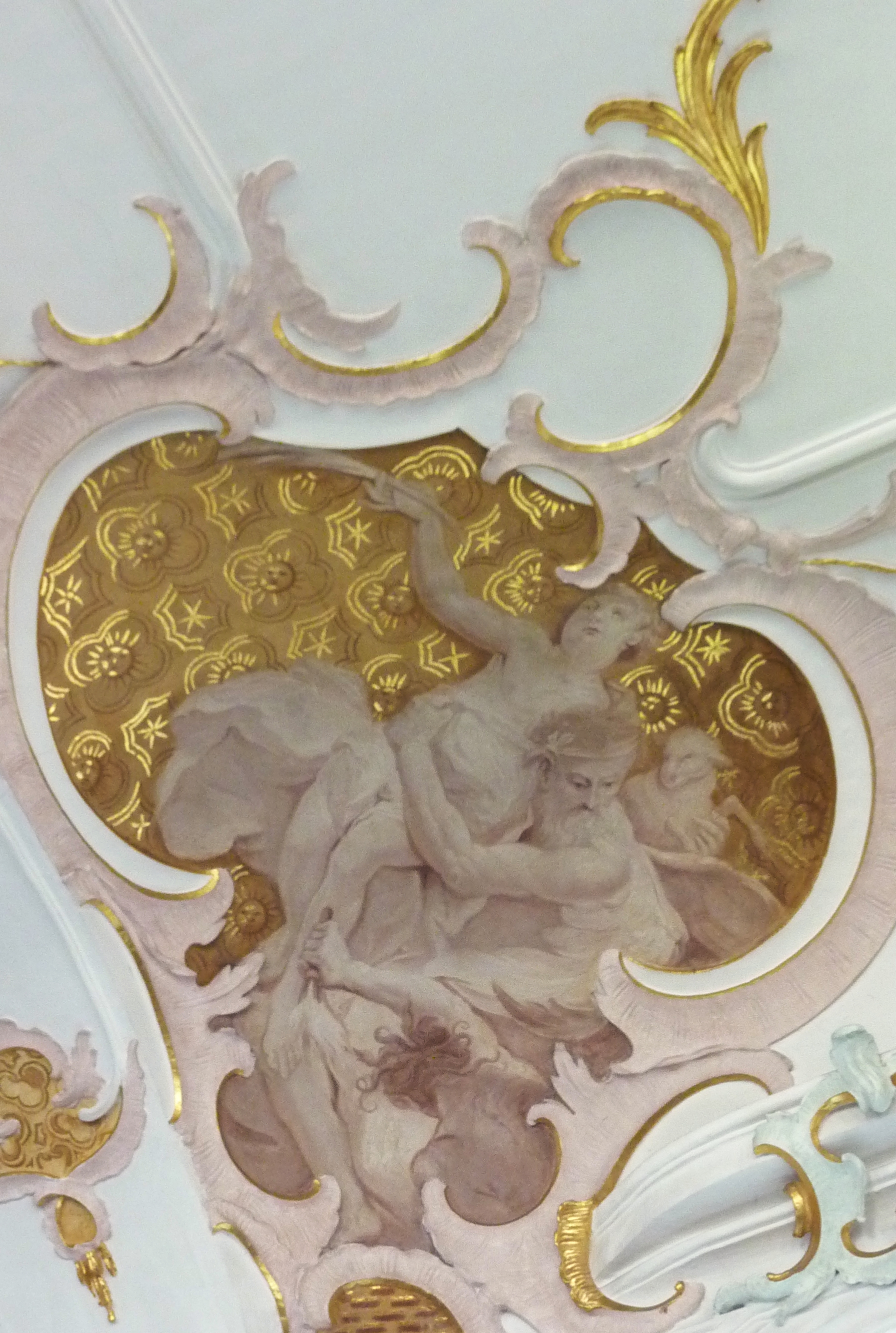
Grisaille in Stuckumrahmung
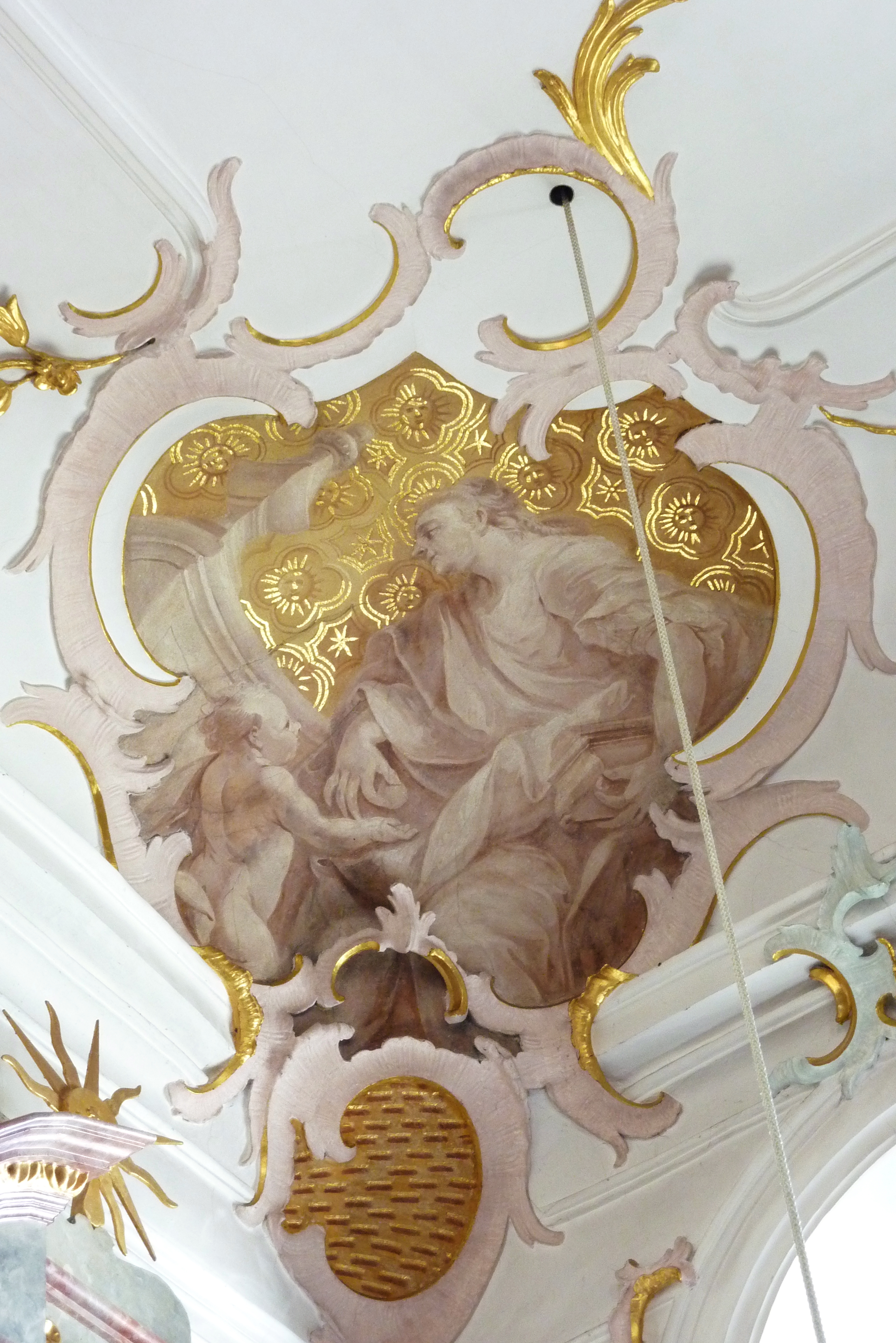
Grisaille in Stuckumrahmung
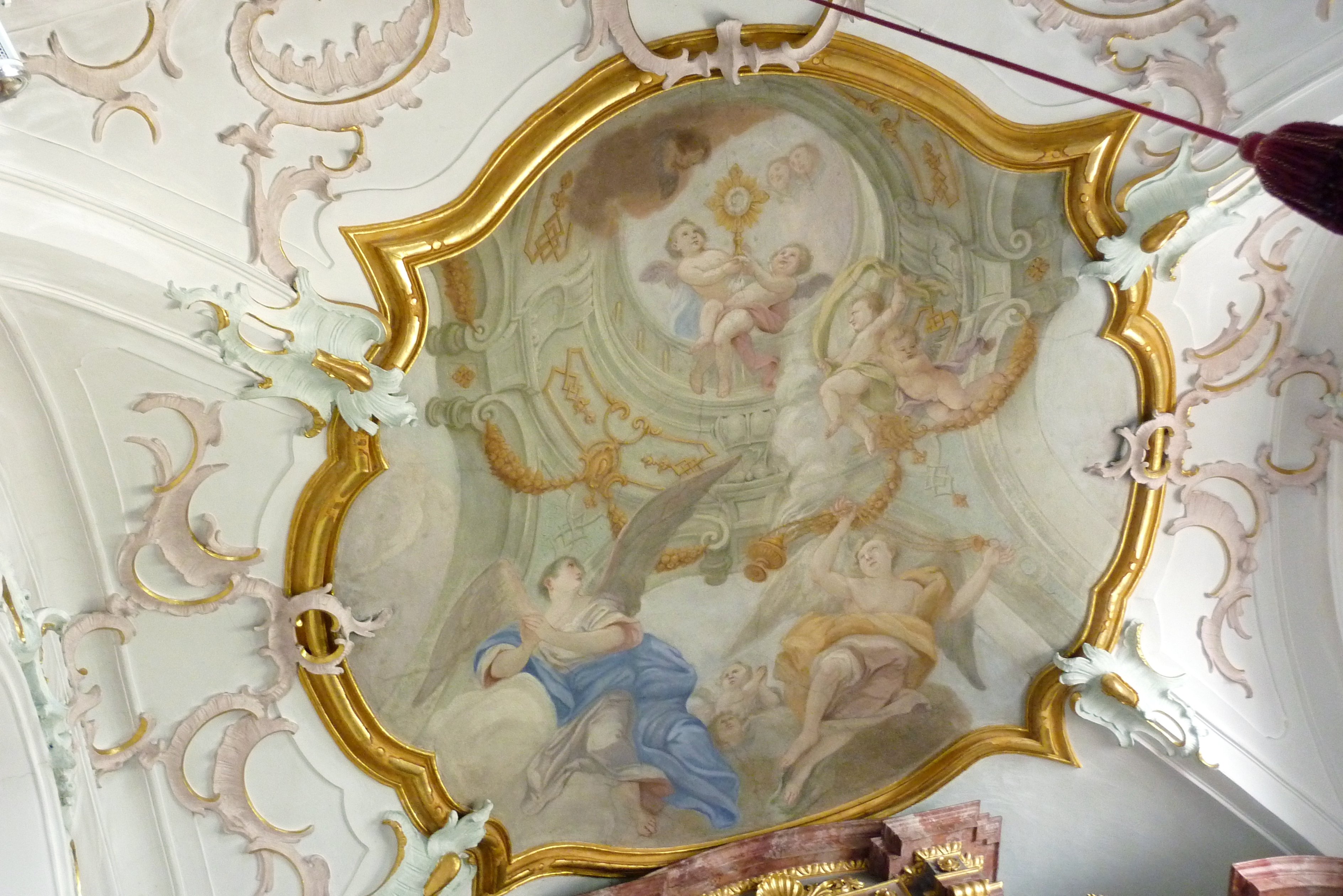
Chorfresko

## Ausstattung

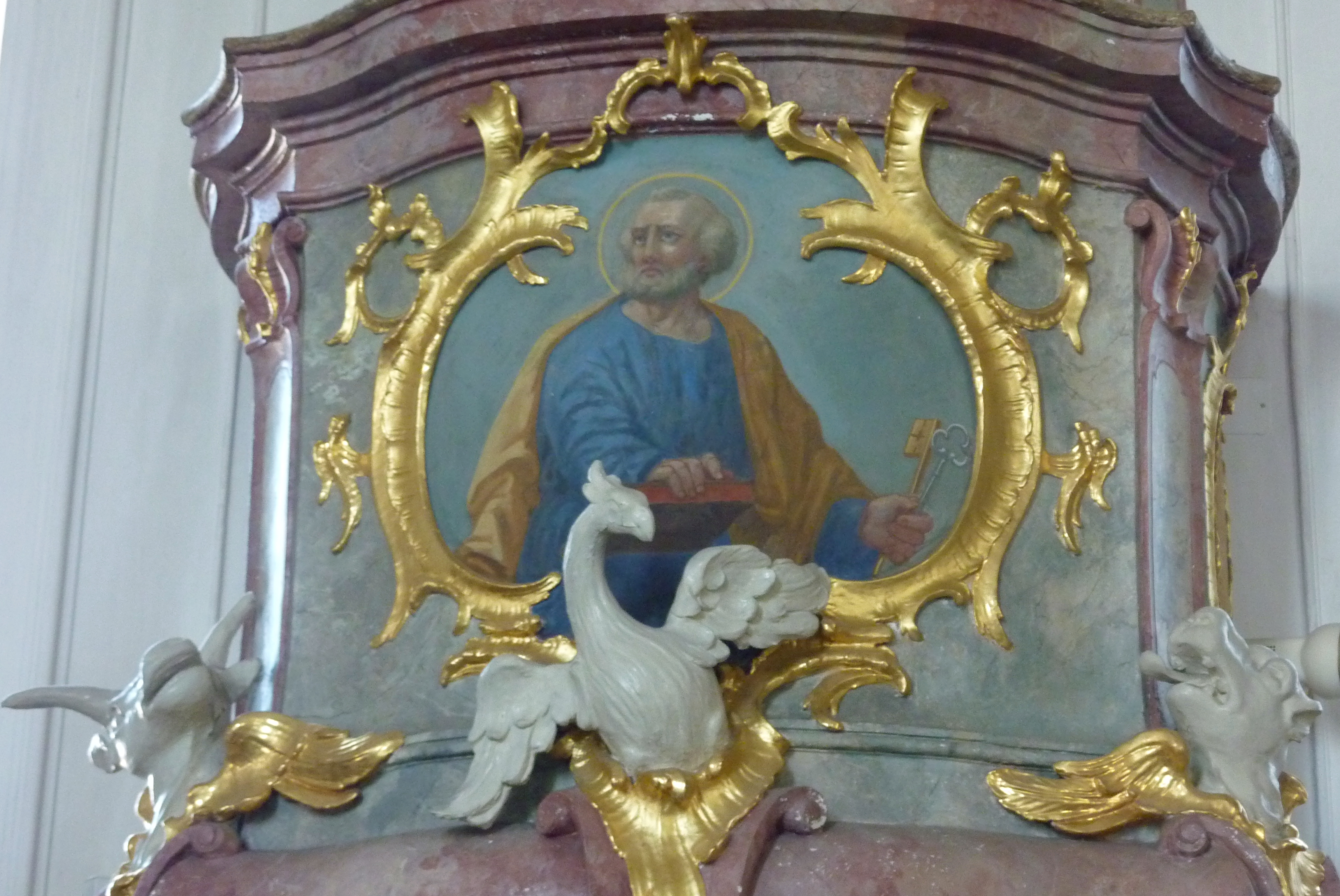
Kanzelkorb

- Unter einem stuckierten Baldachin befindet sich eine Kreuzigungsgruppe aus der Zeit um 1700.
- Der Hochaltar und die beiden Seitenaltäre stammen aus der Zeit um 1690/1700. Die Altarblätter wurden von Johann Anwander ausgeführt. Das Hochaltarbild ist dem heiligen Nikolaus gewidmet, das nördliche Altarblatt stellt Maria vom Siege dar, das südliche Altarblatt Anna selbdritt. Die beiden Holzfiguren des Hochaltares, Johannes der Täufer und der heilige Joseph, werden um 1720 datiert.
- Die Skulptur des heiligen Leonhard ist eine schwäbische Arbeit aus der ersten Hälfte des 18. Jahrhunderts.
- Die Skulptur des heiligen Sebastian im Chor wird in die Mitte des 18. Jahrhunderts datiert.
- Die Kanzel wurde um 1760 geschaffen. Sie ist mit den Symbolen der Evangelisten geschmückt. Den Schalldeckel bekrönen die Gesetzestafeln, die von Puttenköpfen getragen werden. Das Bild des Apostels Petrus an der Vorderseite des ovalen Korpus wird Johann Anwander zugeschrieben.